# Roland Günther
Roland Günther, född den 11 december 1962 i Zwingenberg, Hessen, är en västtysk tävlingscyklist som tog OS-brons i lagförföljelsen vid olympiska sommarspelen 1984 i Los Angeles.